# Мартін Чезлвіт
«Мартін Чезлвіт» (англ. The Life and Adventures of Martin Chuzzlewit, часто просто Martin Chuzzlewit) — роман Чарлза Дікенса. Виходив окремими випусками в 1843—1844 роках. У книзі відбилися враження автора від поїздки до США в 1842 року, багато в чому негативні. Роман присвячений знайомій Діккенса — мільйонерці-благодійниці Анджелі Бердетт-Куттс.

## Сюжет
У сільському готелі «Синій дракон» зупинився загадковий старий чоловік у супроводі юної дівчини. Це багатій Мартін Чезлвіт-старший та його вихованка Мері. У тому ж селі проживає і його далекий родич Пексніф із двома дочками — Чаріті (Милосердя) та Мерсі (Співчуття); він утримує пансіон для юнаків, з яких готує майбутніх архітекторів. Пексніф скликає родичів: він знає, що Мартін посварився з онуком — Мартіном-молодшим, і його непокоїть, що спадок може дістатися Мері. Мартін-старший залишає село.
Пексніфу вдається залучити Мартіна-молодшого учнем у свій пансіон: він не втрачає надії за допомогою онука дістатися до багатого дідуся. У Пексніфа Мартін-молодший знайомиться з його учнем Томом Пінчем, простодушною людиною, сповненою подяки до Пексніфа, якого вважає своїм «благодійником»; улюблене заняття Тома — гра на органі у сільській церкві. Дізнавшись, що Мартін оселився в Пексніфа, дід вимагає вигнати його. Мартін вирушає до Америки шукати щастя; разом із ним їде слуга з сільського готелю Марк Теплі.
Пексніф вирушає до Лондона і зближується з іншим родичем — братом Мартіна-старшого, також багатієм, Ентоні та його сином Джонасом. Невдовзі Ентоні вмирає. Пексніф намагається видати за Джонаса одну зі своїх дочок. Спочатку Джонас залицяється до Чаріті (Черрі), але потім обирає молодшу, життєрадісну Мерсі (Меррі).
В Америці Мартін-молодший вирішує стати фермером; він купує ділянку землі у місці з назвою «Едем». Виявляється, що торговці нерухомістю обдурили його: замість перспективного міста Мартін виявляється на краю жахливого болота, де люди гинуть десятками від малярії. Страждання змінюють характер Мартіна: він усвідомлює, що поводився егоїстично як стосовно до діда, так і до його вихованки Мері, з якою був таємно зарученим.

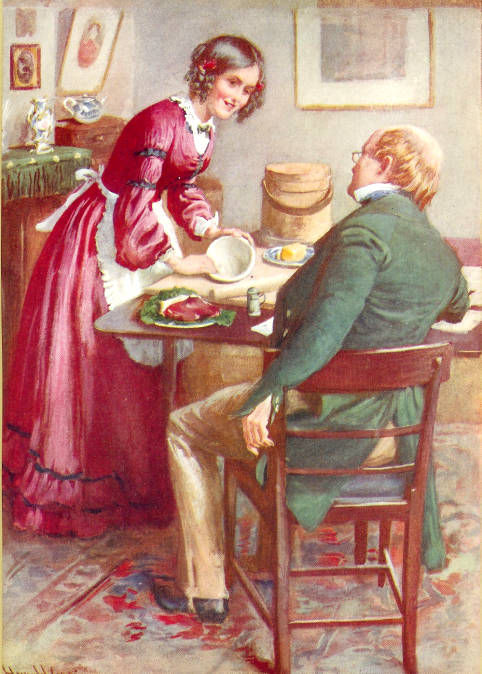
Рут Пінч готує для брата пудинг у їхньому новому будинку в Лондоні. Ілюстрація Гарольд Коппінг (1863—1932) з книги Character Sketches from Dickens (1924), яку підготували Б. У. Метц і дочка Дікенса Кейт Перуджині

За допомоги американського друга Мартіну вдається повернутися до Англії. Дорогою туди й назад Мартін зустрічає безліч карикатурних персонажів: «зірку» псевдоінтелектуальної еліти місіс Гоміні, безпринципного журналіста Джефферсона Бріка, гротескного сенатора Ілайджу Поґрема. Вустами Мартіна і Марка Теплі Дікенс засуджує вади американського суспільства: работоргівлю, лібералізм, що переростає у вседозволеність, загальне хамство, потяг до нездорових сенсацій.
Тим часом Том Пінч усвідомлює справжній характер Пексніфа — лицеміра та любителя легкої наживи. Він їде до Лондона і поселяється там разом із сестрою Рут. Незабаром туди повертається Мартін-молодший.
У шлюбі з Джонасом Чезлвітом Мерсі страждає; він погано поводиться з нею, б'є її. Джонас зв'язується з підозрілим типом на ім'я Монтегю Тіґґ і стає компаньйоном у його страховій фірмі. За пристойним фасадом ховається шахрайська афера. Тіґґ починає шантажувати Джонаса, і Джонас убиває його. З'ясовується, що свого часу Джонас задумав убивство свого батька, але старий Ентоні зрозумів задум сина і не став приймати «ліки»: його смерть була природною. Джонас тріумфує, вважаючи, що йому вдалося виплутатися, але тут його заарештовують за вбивство Тіґґа. Джонас приймає отруту. Детективний сюжет з викриттям злочинів Джонаса дав Дікенсу можливість вивести на сцену одного з найнезабутніших другорядних персонажів — доглядальницю Сару Ґемп із її кумедною лондонською говіркою.
Зрештою Мартін примиряється з дідом; вони обидва розуміють, що поводилися егоїстично. Дід дозволяє Мартіну одружитися з Мері. Старий Чезлвіт бере на себе турботу про Мерсі та її дитину. Пексніф розорений, а від його старшої дочки Чаріті у день весілля втікає наречений. Сестра Тома Пінча Рут стає дружиною одного з колишніх учнів Пексніфа Джона Вестлока, який завжди з повагою ставився до Тома. Марк Теплі повертається до готелю «Дракон» і одружується з його власницею, вдовою місіс Льюпін. Том Пінч, як і раніше, грає на органі, радіючи щастю друзів. Потайки він любить Мері, ще від її першої появи в селі, але розуміє, що його кохання безнадійне. Його втішає дружба з маленькою дівчинкою — дочкою Мері та Мартіна.

## Дійові особи

### Чезлвіти та їхні родичі

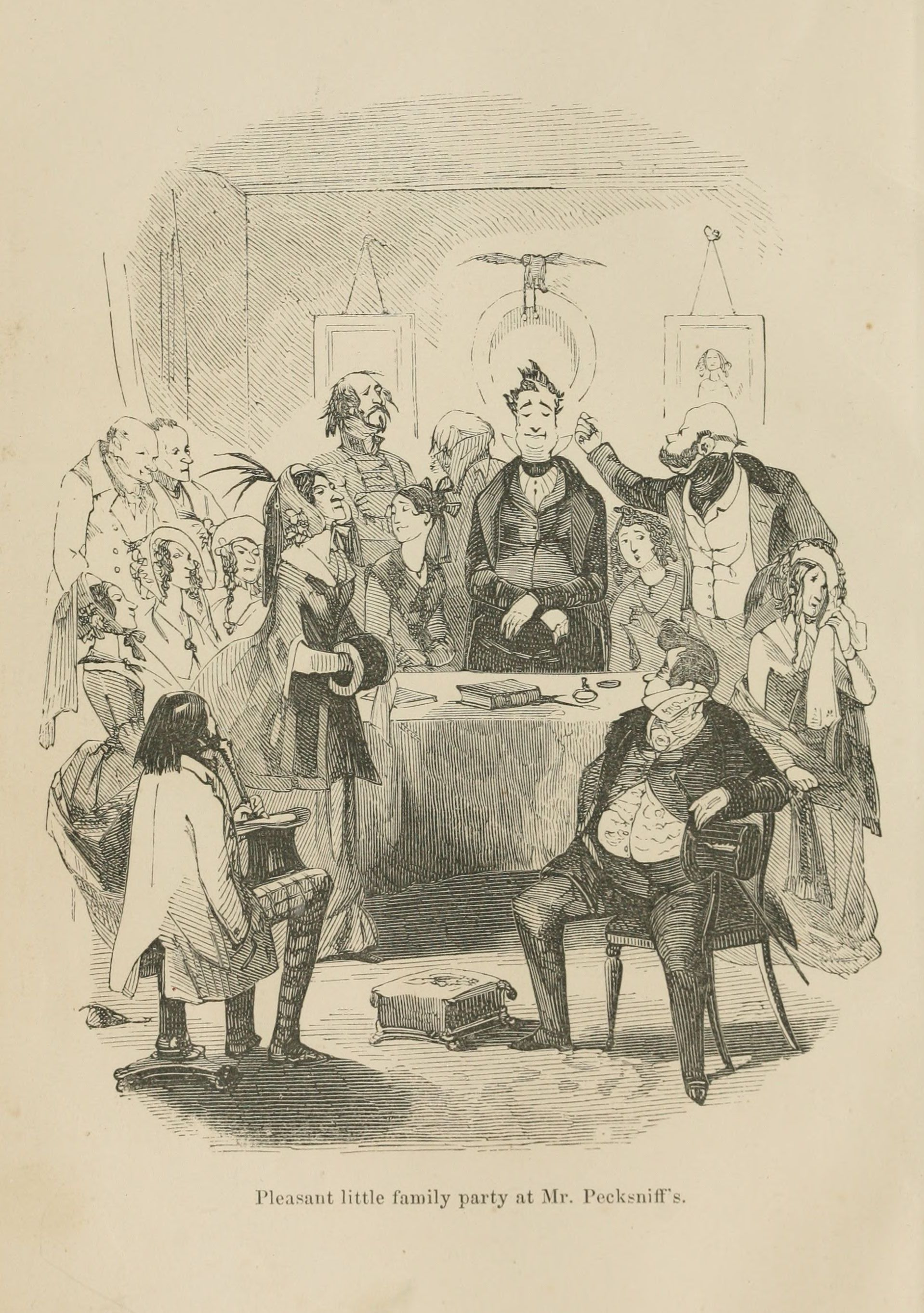
Сімейні збори в будинку Пексніфа.
Ілюстрація «Фіза» (Г. Н. Брауна)

- Мартін Чезлвіт-старший — самотній багатий старий; його найближчий родич — онук Мартін.
- Мартін Чезлвіт-молодший — онук Мартіна-старшого, молодий чоловік, який страждає від деспотичного характеру діда.
- Ентоні Чезлвіт — молодший брат Мартіна, багатий бізнесмен. Вмирає в середині книги.
- Джонас Чезлвіт — син Ентоні; мріє про смерть батька та спадщину; намагається отруїти батька. Вбиває свого ділового партнера Монтегю Тіґґа і накладає на себе руки, щоб уникнути арешту.
- Сет Пексніф — далекий родич Чезлвітів; утримує пансіон, де молоді люди можуть навчатися в нього архітекторського мистецтва. Викінчений лицемір, ім'я якого стало в англійській мові загальним. Економить на їжі для учнів та краде в них архітектурні проєкти.
- Чаріті (Черрі) Пексніф — старша дочка Сета Пексніфа, кокетка, що старіє. Намагається одружити з собою колишнього кавалера своєї сестри, але безуспішно: той утікає в день весілля.
- Мерсі (Меррі) Пексніф — молодша дочка Сета Пексніфа, безтурботна молода особа. Одружується з розрахунку з неприємним їй Джонасом Чезлвітом. Джонас грубо поводиться з нею і навіть б'є. Наприкінці книги залишається вдовою.
- Чіві Слайм — слабовільний родич Чезлвітів; на початку книги — приятель Монтегю Тіґґа. Потім виявляється, що він вступив до лондонської поліції; «по-родинному» допомагає Джонасу накласти на себе руки під час арешту.
- Місіс і містер Спотлтоу — племінниця Мартіна-старшого та її чоловік. Сподіваються на спадщину; у фіналі книги присутні при ганьбі Чаріті, від якої втік наречений.
- Певну роль у книзі відіграють і інші родичі Чезлвітів — «рішуча особа» (дружина покійного брата Мартіна-старшого, тепер вдова з кількома дочками), «глуха кузина», кузен Джордж та «молодий чоловік із невизначеною фізіономією».
- Мері Ґрейм — сирота, вихованка Мартіна-старшого. Заручена з Мартіном-молодшим.

### Інші персонажі

#### В Англії

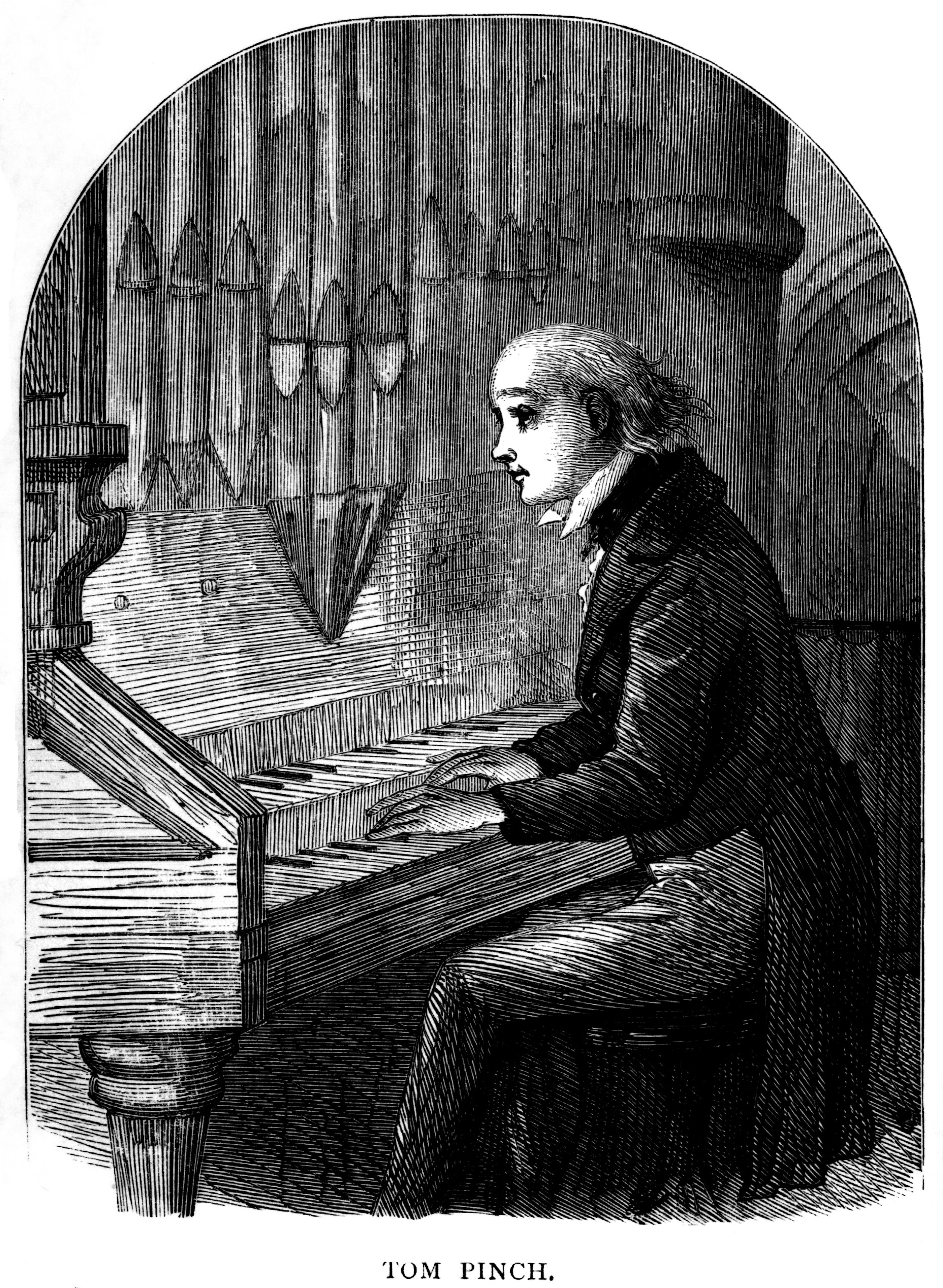
Том Пінч грає на органі. Ілюстрація С. Ейтінга

- Джордж Вестлок — пансіонер Пексніфа; знаходить роботу в Лондоні, де згодом зустрічається з Томом Пінчем; одружується з Рут Пінч.
- Місіс Льюпін — господиня готелю «Синій дракон».
- Марк Теплі — помічник у готелі «Синій дракон». Дотримується своєрідної життєвої філософії: вважає, що треба завжди бути веселим, але бути веселим у сприятливих обставинах — заслуга невелика. Тому він шукає пригод і вирушає з Мартіном-молодшим до Америки. Тут він переконується, що в гостях добре, а вдома краще, і повертається до закоханої в нього місіс Льюпін. Ім'я "Марк Теплі" (англ. Mark Tapley) в англійській мові є усталеним виразом, що означає "людина, яка не засмучується за жодних обставин"[1].
- Том Пінч — студент Пексніфа; самотній і вже немолодий, він залишився у свого «благодійника», виконуючи фактично роль слуги. Усвідомивши лицемірну сутність Пексніфа, Том йде від нього і поселяється в Лондоні разом зі своєю сестрою Рут, яка також залишає злих господарів. Відданий друг Мартіна-молодшого; закоханий у Мері Ґрейм.
- Рут (Руф) Пінч — сестра Тома. Довго працювала в Лондоні гувернанткою; обожнює брата. Наприкінці книги одружується з Джорджем Вестлоком.
- Монтегю Тіґґ — аферист, приятель родича Чезвітів Чіві Слайма. Міняє прізвище та ім'я місцями, надаючи їм благороднішого вигляду — Тіґґ Монтегю. За допомогою благородного доктора Джоблінга засновує шахрайську «страхову компанію»: мета засновників — зібрати більше грошей і втекти. Шантажує Джонаса Чезлвіта, який спочатку намагається втекти зі своєю вагітною дружиною за кордон, а потім убиває Тіґґа.
- Місіс Тоджерс — господиня пансіону в Лондоні. Можливо, мріє одружити з собою вдового Пексніфа. Добре ставиться до його дочок і приходить на допомогу Мерсі в скрутну хвилину.
- Містер Неджет — таємничий персонаж, який розслідує злочини Джонаса.
- Сара Гемп — доглядальниця, корінна мешканка Лондона з кумедною манерою висловлюватися. Постійно згадує свою уявну приятельку місіс Гарріс, її сім'ю та дітей.
- Чаффі — старий конторник у фірмі Ентоні Чезлвіта. Старий Ентоні розповідає йому, що знає про план сина отруїти його.
- Льюсом — аптекар, у якого Джонас купує отруту. Докори сумління призводять до хвороби.

#### В Америці
- Містер Бівен — єдиний порядний американець, якого вдалося зустріти Мартіну та Марку.
- Зефанія Скеддер — власник компанії «Едем», шахрай, що наживається на розпродажі ділянок на малярійному болоті.
- Джефферсон Брік — безпринципний журналіст із інфантильною зовнішністю.
- Місіс Гоміні — письменниця та журналістка, яка пише під псевдонімом «Мати сучасних Гракхів» (насправді має лише одружену дочку). Мешкає в містечку Нові Фермопіли.
- Сусіди — англійська подружня пара, яка разом з Марком і Мартіном купила ділянку в «Едемі». Тут вони втрачають своїх дітей, які помирають від малярії, але їм удається повернутися до Англії, де вони зустрічаються з героями.

## Художні особливості

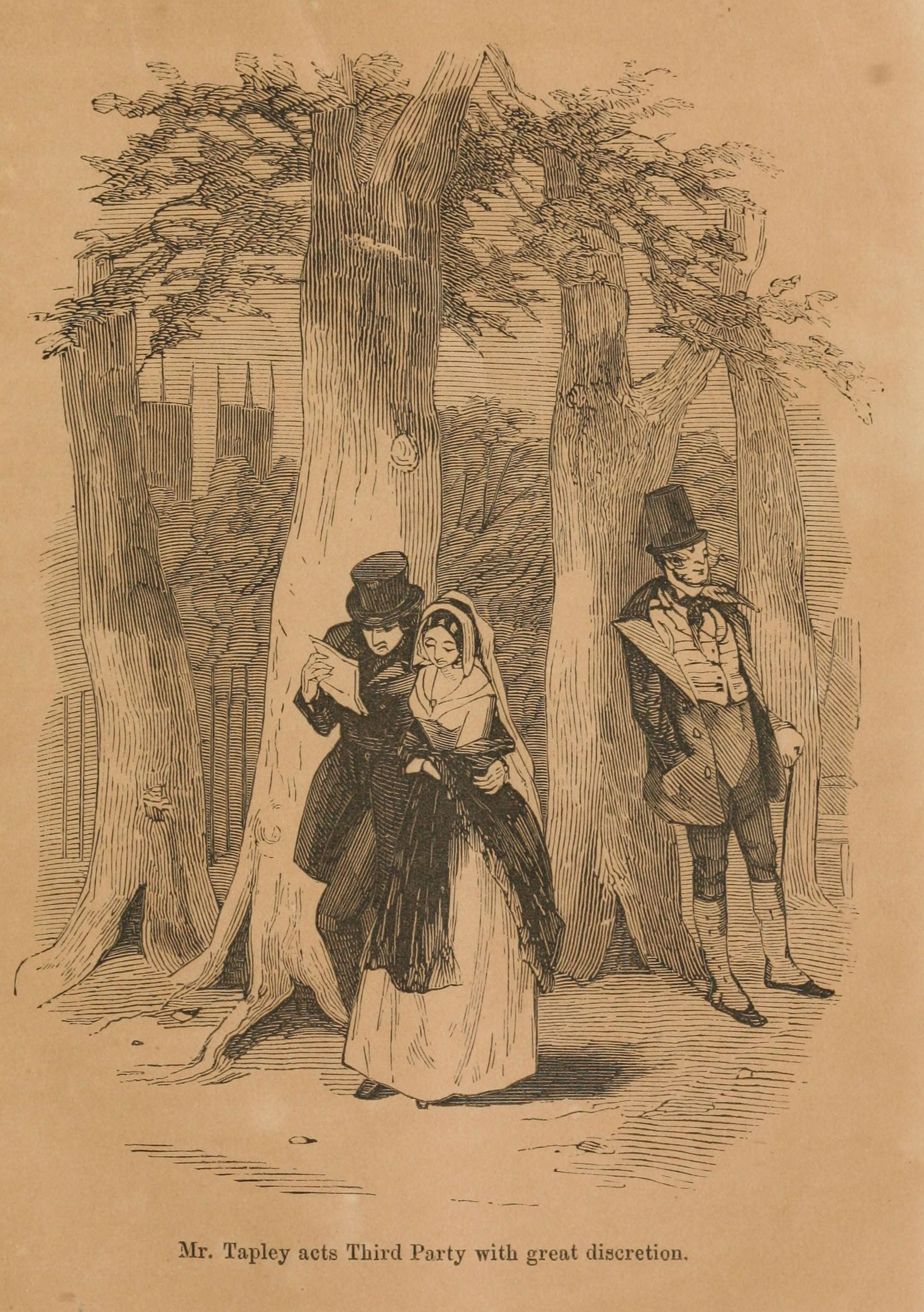
Зустріч Мартіна-молодшого та Мері Ґрейм у присутності Марка Теплі перед від'їздом до Америки

Роман відзначає багато нових шляхів у творчості Дікенса. Шахрайська «Англо-бенгальська компанія безвідсоткових позик та страхування життя» стає першою у творчості Дікенса гротескною установою, яка затягує персонажа, виявляє в ньому найгірше. У романі немає абсолютного, «готичного» зла, і таких абсолютно негативних персонажів, якими були Фейгін у "Олівері Твісті " або Сквірс у «Ніколасі Ніклбі». Автор намагається показати, що зло може бути прихованим усередині людини (егоїзм Мартіна, легковажність Марка); воно повсякденне: лицемірство Пексніфа, неохайність Сари Ґемп — явища повсякденного життя.

## Критика
Критика американського життя в книзі викликала різко негативну реакцію громадськості США.
В Англії та Європі роман прийняли позитивно.
В Росії В. Г. Бєлінський відгукувався про нього так: « …чи не найкращий роман обдарованого Дікенса. Це повна картина сучасної Англії з боку вдач і разом яскрава, хоча, можливо, і одностороння картина суспільства Північно-Американських Штатів».
Американські глави зацікавили й слов'янофіла І. С. Аксакова: «Днями прочитав я другу частину роману Дікенса. Опис Америки дуже цікавий, хоч і видно національну ненависть. Які огидні Сполучені Штати, ці гнилі плоди Європи на чужому ґрунті, ці передчасно перезрілі діти».
Відомо, що Ф. М. Достоєвський захоплювався Діккенсом: є припущення, що зображення психології вбивці Джонаса в «Мартіні Чезлвіті» вплинуло виникнення образу Раскольникова. Лицемірство Пексніфа («я хочу любити людство — і знати, що не розчаруюся в моїх ближніх») зіставляється з Фомою Опіскіним у Достоєвського («Дайте, дайте мені людину, щоб я міг любити її!»). Переживання Джонаса, який вважав, що він убив свого батька, неодноразово зіставлялися з колізіями «Братів Карамазових».
Л. М. Толстой також неодноразово перечитував роман.

## Екранізації та адаптації
Роман неодноразово екранізовано (1912, 1914, 1964, 1994).
- Мартін Чезлвіт, режисери Оскар Апфель , Джеймс Серл Доулі, США, 1912
- Мартін Чезлвіт, режисери Оскар Апфель і Треверс Вейл[en], США, 1914
- Мартін Чезлвіт (серіал 1994 року) — фільм із 6 серій. У ролях: Пол Скофілд (Мартін-старший), Том Вілкінсон (Пексніф), Пітер Постлетвейт (Тіґґ), Джулія Савала (Мерсі) та інші.

До двохсотліття з дня народження Дікенса радіо BBC підготувало радіопостановку «Мартіна Чезлвіта» під назвою «Мумбайські Чезлвіти» (автор — Аїша Менон), де дію перенесено в сучасний Мумбай (Індія).